# Мальчик с коньками
«Мальчик с коньками» — короткометражный художественный фильм, снятый по сценарию Юрия Яковлева, основанному на его же одноимённом рассказе.

## Сюжет
Ленинград, конец зимы. Сбивая на ходу сосульки, бежит на каток мальчик. По дороге он встречает человека, который, почувствовав себя плохо, просит проводить его домой. Выясняется, что у него пришёл в движение осколок, оставшийся после ранения, полученного на войне. Дома больному становится хуже, лекарства не помогают, и мальчику, не знающему адрес, с большим трудом удаётся вызвать скорую и отвезти бывшего фронтовика в больницу. Операция спасает ветерану жизнь.
Лишь поздним вечером мальчик добирается до уже закрытого катка. И хотя в этот раз ему так и не удалось покататься, он счастлив: ведь он спас жизнь человеку (мысленно представляя его своим отцом).

## В ролях
- Пантелеймон Крымов — Бахтюков, ветеран войны
- Игорь Селюжёнок — мальчик с коньками
- Любовь Малиновская — женщина в трамвае
- Валя Нехаева — девочка в телефонной будке
- Галя Гулина — девочка в телефонной будке
- Александр Соколов — аптекарь
- Анатолий Алексеев — санитар
- Ольга Аверичева — санитарка
- Зоя Александрова — работница почты

## Съёмочная группа
- Автор сценария: Юрий Яковлев
- Режиссёр-постановщик: Сергей Гиппиус
- Оператор: Владимир Ковзель
- Художник: Николай Обухович
- Композитор: Владлен Чистяков
- Ассистент режиссёра: Станислав Чаплин